# Kawasaki Ki-48
Лёгкий бомбардировщик ЛБ-99 Сухопутных войск Императорской Японии (陸軍九九式双発軽爆撃機/川崎キ48  (яп.  Рикугун кюкюсики сохацу кэйбакугэкики/Кавасаки Ки ёнхати) — цельнометаллический двухмоторный бомбардировщик, разработанный в 1937-38 гг. в авиационном КБ Кавасаки под руководством главного инженера Т. Дои. Принят на вооружение авиации Сухопутных войск Императорской Японии в 1939 г., выпускался ограниченной серией до 1940 г. Условное обозначение ВВС союзников Лили ( Lily).

## История создания
На начальной стадии войны с Гоминьданом авиация Сухопутных войск Императорской Японии завоевала господство в воздухе, но после начала поставок в Китай  современной авиатехники из СССР, стало ясно, что характеристики скоростных бомбардировщиков СБ-2 производства СССР значительно превосходят характеристики легких бомбардировщиков Сухопутных войск. Уже в первых боях бомбардировщик СБ (АНТ-40 КБ Туполева) показал себя практически неуязвимым для японских истребителей, поскольку скорость новейших И-97 Сухопутных войск была значительно ниже.
ГУ авиации Сухопутных войск срочно сформировало тактико-техническое задание на разработку двухдвигательного лёгкого бомбардировщика со следующими характеристиками:
- максимальная скорость до 480 км/ч
- набор 5 км за 10 минут
- полезная нагрузка 0,4 т
- экипаж 4 человека.
- возможность эксплуатации в условиях низких температур Северного Китая и Дальнего Востока СССР[2].

ТТЗ на новый легкий бомбардировщик было выдано авиационным КБ заводов Мицубиси и Кавасаки, которые, как считало ГУ авиации Сухопутных войск, были способны разработать решить проблему, которая сложилась после появления советской авиатехники в частях Гоминьдана. КБ Мицубиси отказалось от участия в проекте в связи с загруженностью, и в конце 1937 г. заказ на разработку и постройку двухдвигательного лёгкого бомбардировщика получило КБ Кавасаки .
Предварительное проектирование началось в начале 1938 г. Одновременно КБ вело работы над тяжелым ночным перехватчиком Ки.45 (позднее ДИ-2). Работы по бомбардировщику и перехватчику велись одновременно и изменения, которые вносили в конструкцию истребителя, вносились и в бомбардировщик и наоборот, существенно укорачивая сроки проектирования. Бомбардировщикполучил усиленную конструкцию фюзеляжа и крыла (последнее разместили по среднепланной схеме, высвободив место под бомбоотсек). Экипаж разместили в отдельных кабинах, предусмотрев оборонительные турели для стрелков.

## Производство
К лету 1939 г. были готовы четыре опытных бомбардировщика. Испытания показали хорошие летно-технические характеристики машины, но одновременно выявили флаттер хвостовой балки, в связи с чем до конца 1939 года следующие пять предсерийных машин получили усиленную балку и поднятый на 40 см стабилизатор.
Летом 1940 года бомбардировщик был принят на вооружение авиации Сухопутных войск под строевым шифром ЛБ-99, после чего машина была запущена в серию на авиазаводе Кавасаки-Гифу. Всего до осени 1944 года с учетом опытных и предсерийных машин изготовлено почти 2 тыс. ед..

## Модификации

### Первая
- Ранняя – с тремя турельными пулемётными точками в носовой части, снизу и сверху фюзеляжа. Бомбовая нагрузка 360 кг.
- Поздняя – с модернизированным оборудованием, стрелковыми точками и увеличенной нагрузкой (400 кг).

В 1941-42 гг. выпущено 557 машин первой модификации.

### Вторая
- Ранняя –  с двигателем Д-115 (1,1 тыс. л. с.), усиленным фюзеляжем, протектированными баками и бронированием мест экипажа и боезапаса. Полезная нагрузка 800 кг.[3].
- Средняя – с перфорированными тормозными щитками под крылом для бомбометания с пикирования.
- Поздняя – с усиленным стрелковым вооружением: крупнокалиберный пулемёт в верхней турели и дополнительный калибра 7,92 мм в правом блистере.

Всего до 1944 г. выпущено 1,4 тыс. машин второй модификации .

### Особого назначения
- Ударный спецсамолет (Ки.48-2М Type Tai-Atari) - таранная модификация. В бомбоотсеке фиксировалась противокорабельная БРАБ-99 калибра 800 кг, в носовой части монтировались штанги взрывателей. Вооружение и часть оборудования снимались, численность экипажа уменьшалась до двух человек. До 80 машин были переоборудованы в таранные, 22 самолёта совершили боевые вылеты в качестве камикадзе. Из-за низкой скорости таранные машины становились лёгкой мишенью для истребителей и ПВО противника, реальных результатов в качестве камикадзе они не добились[3].

Несмотря на все улучшения и новые модификации ЛБ-99 уже не хватало скорости и вооружения, чтобы противостоять истребителям союзников. В 1944 г. машина была признана полностью устаревшей, и серийное производство было остановлено.

### Опытные
- Ки.48 — 9 опытных ед. с двигателями Д-25 (950 л. с.) (5 ед. с усиленной хвостовой балкой и доработанным оперением)
- Ки.48-2 — три опытных ед.
- Летом 1943 г. на ЛБ-99 испытывался опытный реактивный двигатель. Прототип двигателя был установлен под бомбовый отсек около центра тяжести. Испытания в воздухе прошли успешно, но тяга была мала для практического применения[3].
- Летом 1944 года четыре Ки.48-IIb были модифицированы под носитель 750-кг противокорабельной управляемой ракеты Ки.148 (УР №1). Запуск производился с дистанции до 10 км и наводка на цель производилась визуально, членом экипажа самолёта-носителя[3]. Всего было выполнено до 30 опытных пусков.

В 2010 году[уточнить] обломки бомбардировщика были обнаружены поисковой экспедицией на Курильских островах Шумшу и Парамушир и были транспортированы в Москву для реставрации. и последующей демонстрации в качестве статичного образца, После проведения реставрационных работ, макет лёгкого бомбардировщика Kawasaki Ки.48 занял свое место на открытой площадки музея на Поклонной горе.

## Конструкция
Двухмоторный цельнометаллический среднеплан с убираемым шасси.

### Фюзеляж
Цельнометаллический полумонокок овального сечения с сильным уменьшением поперечного сечения за задней кромкой крыла. Обшивка работающая гладкоклёпанная. Носовая часть фюзеляжа с большой площадью остекления имела обтекаемую форму, здесь было рабочее место штурмана-бомбардира. Далее располагалась кабина пилота, а за задней кромкой крыла оборудовались рабочие места для двух воздушных стрелков. В средней части фюзеляжа находился бомболюк, который закрывался створками. Каркас хвостовой части представлял собой длинную тонкую балку.

### Крыло
Крыло цельнометаллическое свободнонесущее трапециевидное в плане с закругленными законцовками. Обшивка работающая гладкоклёпанная. Механизация крыла — элероны и закрылки. Элероны имели металлический каркас и полотняную обшивку и были снабжены троиммерами, регулируемыми на земле. Закрылки располагались от элеронов до сопряжения крыла с фюзеляжем. Закрылки имели каркас из металлических профилей, верхняя обшивка полотняная, а нижняя металлическая.

### Оперение
Хвостовое оперение однокилевое классической схемы. Каркас киля составлял единое целое с хвостовой балкой фюзеляжа. Стабилизатор свободнонесущий симметричный. Рули высоты и направления имели металлический каркас и полотняную обшивку. Рули были снабжены триммерами, регулируемыми в полёте. Руль направления имел предохранительный роговый балансир.

### Шасси
Шасси убираемое трехопорное с хвостовым колесом. Основные опоры имели воздушно-маслянную амортизацию. Амортизация хвостового колеса пружинно-масляная. Колеса основных опор были снабжены механическими тормозами. Основные стойки убирались назад по полёту в мотогондолы. Колёса основных опор и хвостовое колесо после уборки выступали за контур фюзеляжа, что позволяло уменьшить повреждения при посадке на «брюхо».

### Силовая установка
Силовая установка включает два двигателя Д-115 с двухскоростным нагнетателем (радиальный, 14 цил. с воздушным охлаждением, 1,1 тыс. л. с.) с трёхлопастными ВИШ диаметром 2,95 м Топливные баки протектированные. 

## Боевое применение
Летом 1940 г. легкобомбардировочные эскадрильи Сухопутных войск начали масштабное перевооружение с бомбардировщиков ЛБ-98 на ЛБ-99. Для скорейшего обучения экипажей первые ЛБ-99 направлены в лётное училище Акэно. Серийные поставки в части заставили организовать дополнительную подготовку на базе авиатехнического училища..
С осени 1940 г. легкобомбардировочные эскадрильи Сухопутных войск на ЛБ-99 приняли участие в боевых действиях в Северном Китае, где использовались не только как фронтовые бомбардировщики, но и в качестве дальнего и ночного бомбардировщика, не встретив серьёзного противодействия со стороны китайских ВВС.
К началу войны на Тихом океане ЛБ-99 стал самым массовым лёгким бомбардировщиком на этом театре военных действий. В ходе наступления на Южном направлении легкобомбардировочные бригады и эскадрильи Сухопутных войск активно применялись в Бирме и Малае против англичан, на Филиппинах против американцев и позже против голландцев в Индонезии. К концу 1941 года эскадрильи на ЛБ-99 применялись на всех театрах. Первая модификация показала себя вполне удовлетворительно в Китае, но всё изменилось с поступлением на Тихий океан новых машин США и Великобритании. Отставание в скорости, вооружении, отсутствие бронезащиты и протектирования баков делали машину очень уязвимым.
На Новой Гвинее началось активное применение второй модификации с бронезащитой, увеличенной нагрузкой и наличием воздушных тормозов для пикирования. Однако, несмотря на все доработки машина уступала бомбардировщикам противника. К лету 1942 года значительно усилила активность истребительная авиация США, и ЛБ-99 стали постепенно переводить на ночные полёты. большие потери авиация Сухопутных войск понесла во время боёв за Новую Гвинею, где много техники было потеряно на аэродромах. ЛБ-99 продолжали эксплуатироваться в легкобомбардировочных эскадрильях и бригадах Сухопутныхх войск до лета 1945 года, где они принимали участие в боях за Окинаву.
После капитуляции значительное число ЛБ-99 было брошено на аэродромах Индонезии. В ходе войны за независимость от Голландии, индонезийские повстанцы применяли трофейные ЛБ-99, которые положили начало бомбардировочной авиации Индонезии
Немало трофейных ЛБ-99 имелось у Гоминьдана в Нанкине и Пекине и партизан КПК в Маньчжурии и Корее, которые активно использовали пленные экипажи и техперсонал. Пленные лётчики стали первыми преподавателями двух китайских лётных училищ, а техперсонал восстанавливал трофейные машины. После революции 1949 года  в составе ВВС Народно-Освободительной армии Китая имелось более сорока ЛБ-99, которые были списаны полной выработки ресурса после.

## Тактико-технические характеристики
Приведённые ниже характеристики соответствуют второй модификации:
Технические характеристики
- Экипаж: 4 человека
- Длина: 12,75 м
- Размах крыла: 17,45 м
- Высота: 3,8 м
- Площадь крыла: 40,0 м²
- Масса пустого: 4 550 кг
- Нормальная взлётная масса: 6 500 кг
- Максимальная взлётная масса: 6 750 кг
- Силовая установка: 2 × радиальный Nakajima Ha-115
- Мощность двигателей: 2 × 1 130 л.с. (2 × 843 кВт)

Лётные характеристики
- Максимальная скорость: 503 км/ч
- Крейсерская скорость: 390 км/ч
- Практическая дальность: 2 400 км
- Практический потолок: 10 100 м
- Скороподъёмность: 9,8 м/с
- Нагрузка на крыло: 163 кг/м² (расч.)
- Тяговооружённость: 259 Вт/кг (расч.)

Вооружение
- Стрелково-пушечное: 3 × 7,7 мм пулемёта Тип-89 в верхней, носовой и нижней точках
- Боевая нагрузка: до 800 кг бомб